# تف مار کبرا

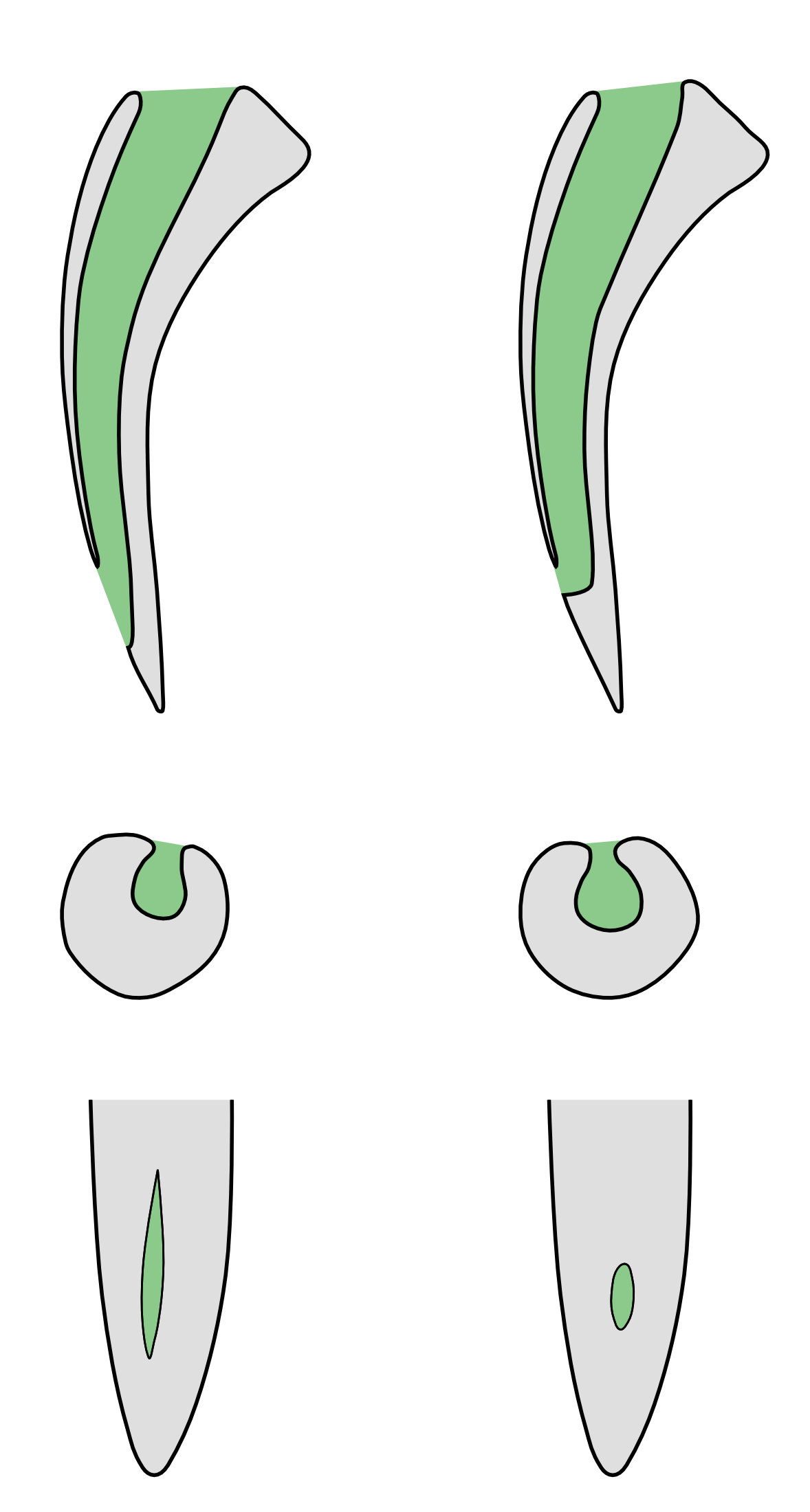
مقایسه شماتیک بین بخش‌های نیش مار کبری بدون تف (سمت چپ) و تف کردن (راست). تف کردن مارهای کبری در سمت راست. ۱: بخش کل نیش در صفحه ساژیتال. ۲: بخش افقی از طریق نیش در دهانه تخلیه. ۳: نمای جلوی منافذ تخلیه.

تف مار کبرا (انگلیسی: Spitting cobra) تف هر یک از چندین گونه (زیست‌شناسی) از کبرا است که می‌توانند عمداً، به‌طور تدافعی مستقیماً از نیش‌های خود یا زهر مار را شلیک کنند. این ماده دو عملکرد دارد، اول به عنوان سمی است که می‌تواند از طریق چشم، دهان یا بینی قربانی (یا هر غشای مخاطی یا زخم موجود) جذب شود و دوم به عنوان یک toxungen است که می‌تواند روی آن اسپری شود. سطح هدف توانایی آن‌ها برای هدف‌گیری و شلیک سم به روش‌های مختلف مورد استفاده قرار می‌گیرد، که دفاع شخصی رایج‌ترین نمونه است. مطالعات نشان داده است که اهداف (که مارهای کبرا به آنها شلیک می‌کنند) تصادفی نیستند. در عوض، مارهای تف کردنی آگاهانه هدف می‌گیرند و اسپری خود را تا حد امکان به چشم و صورت مهاجم هدایت می‌کنند.